# Deutscher Hof
Deutscher Hof war die Bezeichnung einer seit Beginn der Frankfurter Nationalversammlung am 18. Mai 1848 bestehenden politischen Fraktion der demokratischen Linken im Paulskirchenparlament.

## Name und politische Positionen
Wie bei den meisten Fraktionen der Nationalversammlung bezieht sich der Name auf den üblichen Versammlungsort der Parlamentarier.
Der Deutsche Hof war die Fraktion der Linken. Diese wollten eine demokratische Republik erreichen, in der allgemeines, gleiches, direktes Wahlrecht herrschte und alle Nationalitäten gleichberechtigt waren.
Der Deutsche Hof stellte als Bestandteil des Märzvereins ab Mai 1849, als liberale und konservative Abgeordnete die Nationalversammlung als gescheitert betrachteten und angesichts der Radikalisierung der Reichsverfassungskampagne ihr Mandat niederlegten, die vorherrschende politische Strömung dar. Ihre Abgeordneten nahmen zum großen Teil am Rumpfparlament teil und begrüßten die revolutionären Erhebungen in Baden und Sachsen, an denen sie teilweise auch teilnahmen.

## Mitglieder und Abspaltungen
Mit Theodor Reh und Wilhelm Loewe waren die letzten beiden Parlamentspräsidenten ursprünglich Mitglieder der Fraktion, beide waren 1849 allerdings bereits in gemäßigteren Gruppierungen tätig. Die bekanntesten Vertreter der Fraktion waren daneben Robert Blum, Johann Adam von Itzstein, Johann Jacoby, Georg Friedrich Kolb, Franz Raveaux, Friedrich Schüler, Carl Vogt und Franz Jacob Wigard.
Die Fraktion Deutscher Hof vereinte viele widerstrebende Ansichten und war folglich von mehreren Abspaltungen betroffen. Noch im Mai 1848 trennte sich die äußerste Linke um Lorenz Brentano, Carl Damm, Damian Junghanns, Joseph Ignatz Peter, Gustav Rée, Friedrich Schüler und Maximilian Werner vom Deutschen Hof und bildete die Fraktion Donnersberg. Im August gründeten die gemäßigten Linken um Theodor Reh und August Heinrich Simon die Fraktion Westendhall, da ihnen der Kurs des Deutschen Hofs trotz der Donnersberg-Abspaltung zu radikal wurde. Westendhall wurde daraufhin als „Linke im Frack“ verspottet. Die Abspaltung der Westendhall-Fraktion führte dazu, dass das liberale Casino in den entscheidenden Abstimmungen zur Reichsverfassung eine Mehrheit erhielt. Ebenso trennten sich im Oktober 1848 Abgeordnete um Georg Friedrich Kolb und Wilhelm Loewe von der Fraktion, da sie insbesondere die Politik Robert Blums zur Einmischung in Österreich ablehnten. Diese Abgeordneten trafen sich anschließend im Nürnberger Hof. Im November 1848 vereinigte sich der Deutsche Hof dann mit der Donnersberg-Fraktion und den radikaleren Teilen der Westendhall-Fraktion wieder und bildete fortan den Märzverein, der nicht nur eine Fraktion, sondern gleichzeitig Bestandteil einer linken Vereinsbewegung war.